# Krucifixgroda
Krucifixgroda (Notaden bennettii) är ett groddjur i familjen australtandpaddor som förekommer i östra Australien, i de sydvästra delarna av Queensland och i västra New South Wales.

## Kännetecken
Krucifixgrodan är en liten och till formen rundad groda, med en längd på mellan 4 och något under 7 centimeter, trubbig nos och korta och knubbiga ben. Det mest utmärkande kännetecknet är att den på ryggen har ett mönster av mörkare vårtor som påminner om ett kors. I övrigt är kroppen färgad i gulaktigt med röda, blå och vita prickar.

## Levnadssätt
Artens levnadssätt är främst terrestriskt och födan består till stor del av myror och termiter. Under torrperioder gräver individerna ner sig under jorden som ett skydd mot uttorkning. Fortplantning sker efter kraftiga regn, då det bildats många tillfälliga vattensamlingar som dess yngel kan utvecklas i.